# Jean-Baptiste Gouvion
Pour les articles homonymes, voir Gouvion.
Ne doit pas être confondu avec Louis-Jean-Baptiste Gouvion ou Laurent de Gouvion-Saint-Cyr.
Pour les autres membres de la famille, voir Famille Gouvion-Saint-Cyr.
Jean-Baptiste Gouvion, né le 8 janvier 1747 à Toul et mort au combat le 11 juin 1792 près de Maubeuge, est un général de brigade et député français de la Révolution française.

## Famille
Jean-Baptiste Gouvion est le fils de Jean François Gouvion (1717-1794), lieutenant criminel au bailliage et siège présidial de Toul, et de Marguerite Catherine Olry. Il est l'aîné d'une fratrie d'au moins treize enfants. L'un de ses frères, Louis, est comme lui officier du génie et sa sœur Marie Geneviève épouse Pierre Gouvion (1753-1819), leur cousin germain, également officier du génie, qui est créé baron héréditaire en 1816.
Louis Jean-Baptiste Gouvion (1752-1823), général de la Révolution et de l'Empire, membre du Sénat conservateur, comte de l'Empire, est son cousin germain et le frère aîné de son beau-frère Pierre Gouvion (cité ci-avant).
Le maréchal Gouvion Saint-Cyr est son cousin issu d'issus de germains. 
Jean-Baptiste Gouvion meurt célibataire.

## Carrière
Il entre jeune dans l'arme du génie. En 1769, il est à l'École royale du génie de Mézières. Il obtient un congé pour participer comme volontaire à la guerre d'indépendance des États-Unis ; il embarque à Nantes le 5 mars 1777, avec un groupe de quatre ingénieurs militaires demandés par Benjamin Franklin : ce groupe, conduit par Louis Le Bègue Duportail, comprend aussi Jean Baptiste Joseph de Laumoy et Louis des Hayes de La Radière ; ils passent par Cap-Français (Saint-Domingue), où ils embarquent pour la Caroline du Nord. Ils se présentent au Congrès, à Philadelphie le 5 juillet 1777, et il est intégré dans l'armée des insurgés avec le grade de major du génie. Le 17 novembre 1777, il devient lieutenant-colonel.
En 1780, il travaille avec Duportail au renforcement des fortifications de West Point. Il construit la redoute de Verplanck's Point (en). Il participe en août-septembre 1781, aux opérations qui précèdent la bataille de Yorktown. Le 16 novembre 1781, il est nommé colonel. Il rentre ensuite en France et reprend son service dans l'armée royale. 
Il est successivement capitaine au 2e corps du génie, lieutenant-colonel et enfin colonel le 2 décembre 1787. La Fayette, qui l'a remarqué en Amérique, devenu en 1789, commandant de la garde nationale de Paris, le prend comme major général le 13 août 1789. Il est nommé maréchal de camp le 30 juin 1791.
Le 7 septembre 1791, il est élu député de Paris à l'Assemblée législative, 7e sur 24 ; il démissionne en avril 1792, en liaison avec l'affaire de la mutinerie de la garnison de Nancy.
Il rejoint peu après l'armée commandée par La Fayette. Il est tué d'un coup de canon le 11 juin 1792, au combat de La Glisuelle, quand l'avant-garde de La Fayette, positionné dans le camp retranché de Maubeuge, est attaquée par les Autrichiens. Il est inhumé le lendemain en présence de La Fayette et de tout son état-major.
Il était devenu chevalier de Saint-Louis le 4 juillet 1784, et était membre français de la Société des Cincinnati.

## Hommages
- Son nom apparaît sur la 8e colonne parmi les noms gravés sous l'arc de triomphe de l'Étoile.
- Le monument commémoratif du combat de La Glisuelle, élevé en 1913 à Mairieux, le long de la route de Mons, porte un médaillon de bronze, œuvre du sculpteur René Bertrand-Boutée, qui représente Jean-Baptiste Gouvion[5].

## Sources
- « Jean-Baptiste Gouvion », dans Adolphe Robert et Gaston Cougny, Dictionnaire des parlementaires français, Edgar Bourloton, 1889-1891 [détail de l’édition]